# People’s Choice Awards 2013
39-я церемония награждения премии «People's Choice Awards» за заслуги в области кинематографа, телевидения и музыки за 2012 год состоялась 9 января 2013 года в Microsoft Theater в Лос-Анджелесе. Номинанты, в 48 категориях, были объявлены 16 ноября 2012 года. Ведущей церемонии стала актриса Кейли Куоко.

## Номинанты и исполнители, и трюки для People’s Choice Awards 2012

### Ведущие
- Кейли Куоко

### Исполнители
- Алиша Киз — «New Day» / «Girl on Fire»
- Джейсон Алдин — «My Kinda Party»
- Кристина Агилера — «Blank Page»

### Люди, вручавшие награды[1]
| - Дженсен Эклс - Стивен Амелл - Крис Колфер - Энтони Андерсон - Мэтт Бомер - Рэйчел Ли Кук - LL Cool J - Эллен Дедженерес - Роберт Дауни (младший) - Минди Калинг - Джонни Галэки - Линда Хант - Дженнифер Лоуренс | - NeNe Leakes - Хлоя Морец - Оливия Манн - Крис О'Доннелл - Джейсон О'Мара - Джаред Падалеки - Моника Поттер - Эдди Редмэйн - Элисон Суини - Тейлор Свифт - Иэн Сомерхолдер - Кейси Уилсон |

## Список основных номинаций
Победители выделены полужирным начертанием.

### Кино
| Любимый фильм | Любимый боевик |
| --- | --- |
| - «Новый Человек-паук» - «Мстители» - «Тёмный рыцарь: Возрождение легенды» - «Голодные игры» - «Белоснежка и охотник» | - «Новый Человек-паук» - «Мстители» - «Тёмный рыцарь: Возрождение легенды» - «Голодные игры» - «Люди в чёрном 3» |
| Любимый комедийный фильм | Любимый драматический фильм |
| - «Мачо и ботан» - «Мрачные тени» - «Идеальный голос» - «Третий лишний» - «Чего ждать, когда ждёшь ребёнка» | - «Операция «Арго»» - «Счастливчик» - «Супер Майк» - «Хорошо быть тихоней» - «Клятва» |
| Любимая франшиза | Лучшая фанатская поддержка |
| - «Мстители» - «Бэтмен» - «Голодные игры» - «Мадагаскар» - «Человек-паук» | - Potterheads, «Гарри Поттер» - Ringers, «Властелин колец» - Rum Runners, «Пираты Карибского моря» - Tributes, «Голодные игры» - Twihards, «Сумерки»                                                                                                   |
| Любимый киноактёр | Любимая киноактриса |
| - Ченнинг Татум - Джонни Депп - Джозеф Гордон-Левитт - Роберт Дауни-младший - Уилл Смит | - Энн Хэтэуэй - Эмма Стоун - Дженнифер Лоуренс - Мила Кунис - Скарлетт Йоханссон |
| Любимый драматический актер | Любимая драматическая актриса |
| - Брэдли Купер - Ченнинг Татум - Джейк Джилленхол - Лиам Нисон - Зак Эфрон | - Шарлиз Терон - Эмма Уотсон - Кира Найтли - Мерил Стрип - Рэйчел Макадамс |
| Любимый актёр боевиков | Любимый супергерой |
| - Крис Эванс - Крис Хемсворт - Кристиан Бейл - Роберт Дауни-младший - Уилл Смит | - Эндрю Гарфилд — «Новый Человек-паук», Человек-паук - Крис Эванс — «Мстители», Капитан Америка - Крис Хемсворт — «Мстители», Тор - Кристиан Бейл — «Тёмный рыцарь: Возрождение легенды», Бэтмен - Роберт Дауни-младший — «Мстители», Железный человек |
| Любимый комедийный актёр | Любимая комедийная актриса |
| - Адам Сэндлер - Бен Стиллер - Ченнинг Татум - Уилл Феррелл - Зак Галифианакис | - Камерон Диас - Эмили Блант - Дженнифер Энистон - Мила Кунис - Риз Уизерспун |
| Любимая романтическая история в кино | Любимая киноикона |
| - Эмма Стоун / Эндрю Гарфилд, «Новый Человек-паук» - Дженнифер Лоуренс / Джош Хатчерсон / Лиам Хемсворт, «Голодные игры» - Кристен Стюарт / Крис Хемсворт, «Белоснежка и охотник» - Рэйчел Макадамс / Ченнинг Татум, «Клятва» - Скарлетт Йоханссон / Джереми Реннер, «Мстители» | - Эмма Томпсон - Мэгги Смит - Мерил Стрип - Мишель Пфайффер - Сьюзан Сарандон |
| Любимый актер, сыгравший героя | |
| - Энн Хэтэуэй, «Тёмный рыцарь: Возрождение легенды» - Эмма Стоун, «Новый Человек-паук» - Дженнифер Лоуренс, «Голодные игры» - Кристен Стюарт, «Белоснежка и охотник» - Скарлетт Йоханссон, «Мстители»                                                                           | |

### Телевидение
| Любимая телекомедия | Любимая теледрама                                                                                    |
| --- | --- |
| - «Теория Большого взрыва» - «Хор» - «Как я встретил вашу маму» - «Американская семейка» - «Новенькая» | - «Сплетница» - «Анатомия страсти» - «Гримм» - «Однажды в сказке» - «Месть»                          |
| Любимый телевизионный комедийный актёр | Любимая телевизионная комедийная актриса                                                             |
| - Джесси Тайлер Фергюсон - Крис Колфер - Тай Баррелл - Джим Парсонс - Нил Патрик Харрис | - София Вергара - Джейн Линч - Кейли Куоко - Лиа Мишель - Зоуи Дешанель                              |
| Любимый актёр многосерийной драмы | Любимая актриса многосерийной драмы                                                                  |
| - Пол Уэсли - Дженсен Эклс - Иэн Сомерхолдер - Нейтан Филлион - Джаред Падалеки | - Стана Катич - Эллен Помпео - Эмили Дешанель - Джиннифер Гудвин - Нина Добрев                       |
| Любимая комедия кабельного телевидения | Любимая драма кабельного телевидения                                                                 |
| - «Неуклюжая» - «Красотки в Кливленде» - «В Филадельфии всегда солнечно» - «Мелисса и Джоуи» - «Ясновидец» | - «Чёрная метка» - «Воздействие» - «Милые обманщицы» - «Ходячие мертвецы» - «Белый воротничок»       |
| Любимая телевизионная криминальная драма | Любимый телевизионный сериал в стиле фэнтези                                                         |
| - «Кости» - «Касл» - «Мыслить как преступник» - «C.S.I.: Место преступления» - «Морская полиция: Спецотдел» | - «Доктор Кто» - «Однажды в сказке» - «Сверхъестественное» - «Дневники вампира» - «Ходячие мертвецы» |
| Любимая новая телекомедия | Любимая новая теледрама                                                                              |
| - «На старт!» - «Парни с детьми» - «Проект Минди» - «Соседи» - «Новая норма» | - «Стрела» - «Красавица и чудовище» - «Элементарно» - «Нэшвилл» - «Революция»                        |
| Любимый дневной телеведущий | Любимый ведущий вечернего ток-шоу                                                                    |
| - Эл Рокер, Мэтт Лауэр, Натали Моралес и Саванна Гатри, «Сегодня» - Джордж Стефанопулос, Джош Эллиотт, Лара Спенсер, Робин Робертс, Сэм Чемпион, «Доброе утро, Америка» - Эллен Дедженерес, «Шоу Эллен ДеДженерес» - Келли Рипа и Майкл Страхан, «В прямом эфире с Келли и Майклом» - Барбара Уолтерс, Элизабет Хасселбек, Джой Бехар, Шерри Шеперд, Вупи Голдберг, «Взгляд» | - Конан О'Брайен - Дэвид Леттерман - Челси Хэндлер - Джимми Фэллон - Джимми Киммел                   |
| Любимый телеконкурс | Любимый судья из числа знаменитостей                                                                 |
| - «American Idol» - «В Америке есть таланты» - «Танцы со звёздами» - «The X Factor» - «Голос» | - Адам Левин - Бритни Спирс - Кристина Агилера - Деми Ловато - Дженнифер Лопес                       |
| Любимое телешоу кабельного ТВ | Любимый новый ведущий ток-шоу                                                                        |
| - «Декстер» - «Игра престолов» - «Родина» - «Спартак: Кровь и песок» - «Настоящая кровь» | - Джефф Пробст - Кэти Курик - Майкл Страхан - Рики Лейк - Стив Харви                                 |
| Любимые телефанаты | |
| - Gleeks, «Хор» - Little Liars, «Милые обманщицы» - Oncers, «Однажды в сказке» - SPNFamily, «Сверхъестественное» - TVDFamily, «Дневники вампира» | |

### Музыка
| Любимая песня года | Любимый альбом |
| --- | --- |
| - «We Are Young» Fun при участии Жанель Монэ - «Call Me Maybe» Карли Рэй Джепсен - «One More Night» Maroon 5 - «What Makes You Beautiful» One Direction - «We Are Never Ever Getting Back Together» Тейлор Свифт | - «Believe» Джастин Бибер - «Some Nights» Fun - «Overexposed» Maroon 5 - «Up All Night» One Direction - «Blown Away» Кэрри Андервуд |
| Любимый видеоклип | Любимые музыкальные фанаты |
| - «Boyfriend» Джастин Бибер - «Call Me Maybe» Карли Рэй Джепсен - «Payphone» Maroon 5 при участии Wiz Khalifa - «Gangnam Style» PSY - «Part of Me» Кэти Перри                                                    | - Beliebers, Джастин Бибер - Selenators, Селена Гомес - Lovatics, Деми Ловато - Katycats, Кэти Перри - Directioners, One Direction  |
| Любимый певец | Любимая певица |
| - Джастин Бибер - Крис Браун - Джейсон Мраз - Блейк Шелтон - Ашер | - Адель - Кэти Перри - Пинк - Тейлор Свифт - Кэрри Андервуд                                                                         |
| Любимая группа | Любимый поп-исполнитель |
| - Green Day - Maroon 5 - Linkin Park - No Doubt - Train | - Адель - Джастин Бибер - Деми Ловато - Кэти Перри - Пинк                                                                           |
| Любимый исполнитель хип-хопа | Любимый исполнитель R&B |
| - Дрейк - Флоу Райда - Jay-Z - Ники Минаж - Питбуль | - Бейонсе - Алиша Киз - Бруно Марс - Рианна - Ашер                                                                                  |
| Любимая кантри-исполнительница | Прорыв года |
| - Джейсон Олдин - Тим Макгро - Блейк Шелтон - Тейлор Свифт - Кэрри Андервуд | - The Wanted - Готье - Fun - Карли Рэй Джепсен - One Direction                                                                      |

### Премия за особые достижения
| Любимый гуманист | Голос народа       |
| ---------------- | ------------------ |
| - Сандра Буллок  | - Кристина Агилера |